# Деревяга, Евгений Васильевич
Евге́ний Васи́льевич Деревя́га (укр. Деревяга Євген Васильович; 17 апреля 1949, Николаев) — советский футболист, нападающий. Футбольный функционер. Мастер спорта СССР с 1969 года. Работает в Николаевской областной федерации футбола. Инспектирует матчи чемпионата Николаевской области по футболу.

## Игровая карьера
Воспитанник николаевского футбола. Первые тренеры Павел Худояш и Иван Личко.

## Достижения
- Полуфиналист кубка СССР — 1969.
- Серебряный призёр чемпионата УССР — 1971.
- Бронзовый призёр чемпионата УССР — 1973.
- Лучший бомбардир «Судостроителя» в чемпионатах СССР — 124 гола.
- Лучший бомбардир украинской зоны второй лиги СССР — 1975, 1979.
- Лучший бомбардир «Судостроителя» за сезон — 1971, 1973, 1975, 1976, 1977, 1978, 1979.
- В 1975 г был включён в список «22 лучших футболистов Украины» под № 1 на позиции «левый крайний нападающий».
- В 1979 г первым из украинских форвардов забил 100 мячей в чемпионатах УССР (вторая лига), его именем назван символический клуб бомбардиров.

## Статистика в чемпионатах СССР
| Клуб                     | Сезон                    | Чемпионат | Чемпионат | Кубок | Кубок | Итого | Итого |
| Клуб                     | Сезон                    | Игры      | Голы      | Игры  | Голы  | Игры  | Голы  |
| ------------------------ | ------------------------ | --------- | --------- | ----- | ----- | ----- | ----- |
| Судостроитель (Николаев) | 1967                     | 25        | 7         | 2     | 0     | 27    | 7     |
| Судостроитель (Николаев) | 1968                     | 38        | 2         | 1     | 0     | 39    | 2     |
| Судостроитель (Николаев) | 1969                     | 34        | 8         | 5     | 1     | 39    | 9     |
| Судостроитель (Николаев) | 1970                     | 39        | 4         | 1     | 1     | 40    | 5     |
| Судостроитель (Николаев) | 1971                     | 49        | 19        | —     | —     | 49    | 19    |
| Судостроитель (Николаев) | 1972                     | 3         | 2         | —     | —     | 3     | 2     |
| Судостроитель (Николаев) | Итого                    | 188       | 42        | 9     | 2     | 197   | 44    |
| Черноморец (Одесса)      | 1972                     | 22        | 3         | 0     | 0     | 22    | 3     |
| Черноморец (Одесса)      | Итого                    | 22        | 3         | 0     | 0     | 22    | 3     |
| Черноморец-д (Одесса)    | 1972                     | ?         | 2         | —     | —     | ?     | 2     |
| Черноморец-д (Одесса)    | Итого                    | ?         | 2         | 0     | 0     | ?     | 2     |
| Судостроитель (Николаев) | 1973                     | 21        | 9         | —     | —     | 21    | 9     |
| Судостроитель (Николаев) | Итого                    | 21        | 9         | 0     | 0     | 21    | 9     |
| Звезда (Тирасполь)       | 1974                     | ?         | 3         | —     | —     | ?     | 3     |
| Звезда (Тирасполь)       | Итого                    | ?         | 3         | 0     | 0     | ?     | 3     |
| Судостроитель (Николаев) | 1975                     | 18        | 14        | —     | —     | 18    | 14    |
| Судостроитель (Николаев) | 1976                     | 32        | 13        | —     | —     | 32    | 13    |
| Судостроитель (Николаев) | 1977                     | 26        | 9         | —     | —     | 26    | 9     |
| Судостроитель (Николаев) | 1978                     | 41        | 17        | —     | —     | 41    | 17    |
| Судостроитель (Николаев) | 1979                     | 46        | 20        | —     | —     | 46    | 20    |
| Судостроитель (Николаев) | Итого                    | 163       | 73        | 0     | 0     | 163   | 73    |
| Всего за «Судостроитель» | Всего за «Судостроитель» | 372       | 124       | 9     | 2     | 381   | 126   |
| Всего за карьеру         | Всего за карьеру         | 394       | 132       | 9     | 2     | 403   | 134   |